# 大地の歌 (メリー・ホプキンのアルバム)
『大地の歌』（だいちのうた、原題：Earth Song / Ocean Song）は、メリー・ホプキンが1971年に発表した2作目のスタジオ・アルバム。

## 解説
T・レックスやデヴィッド・ボウイとの仕事で知られるトニー・ヴィスコンティがプロデュースを担当した。ヴィスコンティは、2008年4月のインタビューにおいて、本作のことを「自分がプロデュースしたアルバムの中でも、一番好きな作品の一つ」と振り返っている。レコーディングには、ペンタングルのダニー・トンプソンや、ストローブスの中心人物であるデイヴ・カズンズ等が参加した。セールス的には大きな成功に至らず、全英アルバムチャートではトップ100入りを逃した。
本作発表と同年の1971年、ホプキンとヴィスコンティは結婚したが、1981年には離婚している。
2010年発売のリマスターCDは、2009年に発売されたビートルズのリマスターCDと同じチームによってリマスタリングが行われた。更に、ボーナス・トラック3曲が追加収録されており、その中の1曲「私を哀しみと呼んで」は、1971年にシングルA面曲として発表されて、全英シングルチャートで46位に達した曲である。

## 収録曲
1. インターナショナル - International (Gallagher & Lyle) - 3:37
2. 明日を生きよう - There's Got to Be More (Harvey Andrews) - 3:56
3. 涙の白樺林 - Silver Birch (Ralph McTell) - 2:49
4. 何故、太陽は輝かない - How Come the Sun (David Horowitz, Tom Paxton) - 5:44
5. 大地の歌 - Earth Song (Liz Thorsen) - 3:54
6. マーサ - Martha (H. Andrews) - 4:53
7. ロンドン通り - Streets of London (R. McTell) - 4:30
8. 風 - The Wind (Cat Stevens) - 2:06
9. 水と紙と粘土 - Water, Paper & Clay (Reina & Mike Sutcliffe) - 4:11
10. 海の果てまで - Ocean Song (L. Thorsen) - 4:15

### 2010年再発盤ボーナス・トラック
1. キュー・ガーデン - Kew Garden (R. McTell) - 2:24
2. ホエン・アイ・アム・オールド・ワン・デイ- When I Am Old One Day (H. Andrews) - 2:26
3. 私を哀しみと呼んで - Let My Name Be Sorrow (Bernard Estardy, Martine Habib) - 3:31

## 参加ミュージシャン
- メリー・ホプキン - ボーカル、ギター、ハーモニウム
- ラルフ・マクテル - ギター、12弦ギター
- デイヴ・カズンズ - ギター、バンジョー
- ダニー・トンプソン - ダブル・ベース
- テリー・ワイル - チェロ
- クライヴ・アントゥリー - チェロ
- トニー・ヴィスコンティ - ストリングス・アレンジ、バッキング・ボーカル
- ケヴィン・ピーク - クラシック・ギター(on 1.)
- ブライアン・ダリー - クラシック・ギター(on 1.)